# Amalia Pellegrini
Amalia Pellegrini (Vigevano, 16 giugno 1873 – New York, 13 settembre 1958) è stata un'attrice italiana.
La sua carriera l'ha vista sempre impegnata in ruoli da caratterista.

## Biografia
Cominciò giovanissima a calcare i palcoscenici in un lungo apprendistato che le fornì un bagaglio recitativo pressoché impeccabile. Recitò accanto ad Eleonora Duse e negli anni dieci fece parte della compagnia di Sergio Tofano.

### Il cinema
Il cinema la chiamò stabilmente dall'inizio degli anni trenta; si affermò particolarmente negli anni del dopoguerra, prendendo parte ad oltre sessanta pellicole. Fra queste: Sorelle Materassi (1944) di Ferdinando Maria Poggioli, Roma città aperta (1945) di Roberto Rossellini, Catene (1949) di Raffaello Matarazzo, La famiglia Passaguai (1951) di Aldo Fabrizi, Bellissima (1951) di Luchino Visconti, Pane, amore e fantasia (1953) di Luigi Comencini e I dieci comandamenti (1956) di Cecil B. DeMille.
Attrice dotata di una spontanea simpatia e di una frizzante carica recitativa, si guadagnò nel 1953 una menzione al Nastro d'argento per la sua interpretazione in Pane, amore e fantasia. Nel 1955 interpretò forse il suo ruolo più famoso, la nobildonna Virginia, pimpante vecchietta che un perfido Alberto Sordi cerca invano di fare fuori per intascare l'eredità, nella commedia Piccola posta di Steno.

### La radio
È stata molto attiva nella prosa radiofonica dell'EIAR dall'inizio degli anni '30, sia nelle commedie che nei radiodrammi, quando le trasmissioni andavano in diretta, non esistendo ancora sistemi di registrazione validi.

## Prosa radiofonica EIAR
- La damigella di Bard di Salvator Gotta, regia di Luigi Maggi, 25 novembre 1939.

## Prosa televisiva Rai
- Spettacolo fuori programma di Cesare Meano, regia di Guglielmo Morandi, trasmessa il 17 dicembre 1954.

## Filmografia
- Il cappello a tre punte, regia di Mario Camerini (1934)
- Quei due, regia di Gennaro Righelli (1935)
- Voglio vivere con Letizia, regia di Camillo Mastrocinque (1938)
- L'orologio a cucù, regia di Camillo Mastrocinque (1938)
- Amicizia, regia di Oreste Biancoli (1938)
- I grandi magazzini, regia di Mario Camerini (1939)
- Un mare di guai, regia di Carlo Ludovico Bragaglia (1939)
- Il ladro, regia di Anton Germano Rossi (1939)
- Il carnevale di Venezia, regia di Giacomo Gentilomo (1939)
- Una romantica avventura, regia di Mario Camerini (1940)
- Rosa di sangue, regia di Jean Choux (1940)
- L'elisir d'amore, regia di Amleto Palermi (1941)
- Il signore a doppio petto, regia di Flavio Calzavara (1941)
- Il prigioniero di Santa Cruz, regia di Carlo Ludovico Bragaglia (1941)
- La canzone rubata, regia di Max Neufeld (1941)
- I due Foscari, regia di Enrico Fulchignoni (1942)
- Gelosia, regia di Ferdinando Maria Poggioli (1942)
- Labbra serrate, regia di Mario Mattoli (1942)
- Il romanzo di un giovane povero, regia di Guido Brignone (1942)
- Un garibaldino al convento, regia di Vittorio De Sica (1942)
- Dente per dente, regia di Marco Elter (1943)
- Il ponte sull'infinito, regia di Alberto Doria (1943)
- Dagli Appennini alle Ande, regia di Flavio Calzavara (1943)
- Sorelle Materassi, regia di Ferdinando Maria Poggioli (1943)
- Il fidanzato di mia moglie, regia di Carlo Ludovico Bragaglia (1943)
- La storia di una capinera, regia di Gennaro Righelli (1943)
- Harlem, regia di Carmine Gallone (1943)
- La fornarina, regia di Enrico Guazzoni (1944)
- I dieci comandamenti, regia di Giorgio Walter Chili (1945)
- Roma città aperta, regia di Roberto Rossellini (1945)
- Lo sbaglio di essere vivo, regia di Carlo Ludovico Bragaglia (1945)
- Canto, ma sottovoce..., regia di Guido Brignone (1946)
- Le vie del peccato, regia di Giorgio Pàstina (1946)
- Voglio bene soltanto a te!, regia di Giuseppe Fatigati (1946)
- Un giorno nella vita, regia di Alessandro Blasetti (1946)
- Il barone Carlo Mazza, regia di Guido Brignone (1948)
- Fabiola, regia di Alessandro Blasetti (1949)
- Faddija - La legge della vendetta, regia di Roberto Bianchi Montero (1949)
- Monastero di Santa Chiara, regia di Mario Sequi (1949)
- Prima comunione, regia di Alessandro Blasetti (1950)
- Il sentiero dell'odio, regia di Sergio Grieco (1950)
- Io sono il Capataz, regia di Giorgio Simonelli (1951)
- Bellissima, regia di Luchino Visconti (1951)
- Signori, in carrozza!, regia di Luigi Zampa (1951)
- La vendetta del corsaro, regia di Primo Zeglio (1951)
- La famiglia Passaguai, regia di Aldo Fabrizi (1951)
- Altri tempi, epis. Pot-pourri di canzoni, regia di Alessandro Blasetti (1952)
- Puccini, regia di Carmine Gallone (1953)
- Maddalena, regia di Augusto Genina (1953)
- Pane, amore e fantasia, regia di Luigi Comencini (1953)
- Cuore forestiero, regia di Armando Fizzarotti (1953)
- Un giorno in pretura, regia di Steno (1953)
- Questa è la vita, regia di Mario Soldati (1954)
- Pane, amore e gelosia, regia di Luigi Comencini (1954)
- Peccato che sia una canaglia, regia di Alessandro Blasetti (1954)
- Un americano a Roma, regia di Steno (1954)
- Graziella, regia di Giorgio Bianchi (1954)
- I tre ladri, regia di Lionello De Felice (1955)
- Piccola posta, regia di Steno (1955)
- La bella mugnaia, regia di Mario Camerini (1955)
- Bravissimo, regia di Luigi Filippo D'Amico (1955)
- L'intrusa, regia di Raffaello Matarazzo (1956)
- Moglie e buoi, regia di Leonardo De Mitri (1956)
- Mio figlio Nerone, regia di Steno (1956)
- Totò, Vittorio e la dottoressa, regia di Camillo Mastrocinque (1957)
- A vent'anni è sempre festa, regia di Vittorio Duse (1957)
- Amore e chiacchiere, regia di Alessandro Blasetti (1957)
- Ballerina e Buon Dio, regia di Antonio Leonviola (1958)
- Il romanzo di un giovane povero, regia di Marino Girolami (1958)

## Doppiatrici italiane
- Giovanna Cigoli in La bella mugnaia, Mio figlio Nerone